# 馬淵澄夫
馬淵澄夫（1960年8月23日—）是日本的政治家、众议院议员（6期）。历任国土交通大臣（第14代）、内閣府特命担当大臣（冲绳及北方对策担当）、内閣总理大臣辅佐官（主要应对2011年日本东北地方太平洋近海地震灾害和核危机）。

## 人物
- 和妻子育有1子5女。
- 喜欢健美，血型是B型。